# Icimauna aysa
Icimauna aysa är en skalbaggsart som beskrevs av Martins och Maria Helena M. Galileo 1991. Icimauna aysa ingår i släktet Icimauna och familjen långhorningar.
Artens utbredningsområde är Costa Rica. Inga underarter finns listade i Catalogue of Life.